# Grana Padano
Pour les articles homonymes, voir Grana.
Le grana padano est un fromage italien traditionnel à base de lait de vache, à pâte pressée cuite, produit dans les vallées d'Italie septentrionale.
Depuis le 12 juin 1996, la dénomination « Grana Padano » est protégée au niveau européen par une appellation d'origine protégée (AOP).
Sa meilleure période de consommation s'étend de mai à août.

## Historique
Dans le passé, l'appellation di grana ou grana est souvent associée à des zones padanes typiques telles que les territoires de Brescia, Cremone, Lodi, Mantoue, Pavie, Plaisance, etc.
Selon la tradition, le fromage Grana de la vallée du Pô est né en 1135 dans l'abbaye de Chiaravalle, située à la frontière sud de Milan ; l'identification de cette abbaye comme lieu de naissance de l'ancêtre de Grana Padano n'est cependant pas certaine, en effet dans la vallée du Pô il y avait une autre abbaye du même nom, située entre Plaisance et Fidenza. La production de fromage était une conséquence indirecte de la récupération de grandes portions de territoire de plaine, utilisées pour l'élevage et l'agriculture. L'augmentation des activités a conduit à un excédent de production laitière dont la consommation était largement insuffisante pour saturer la capacité de production : cela a poussé les moines à rechercher des méthodologies qui leur permettraient d'obtenir des produits de longue conservation à partir du lait afin d'éviter une grande partie du la production a été gaspillée. Selon toute vraisemblance, les moines n'ont pas développé la production du nouveau fromage de toutes pièces, mais ont utilisé et amélioré des techniques déjà développées auparavant dans d'autres centres religieux où la pratique de l'élevage bovin était active depuis au moins un siècle.
Au XVIe siècle, la grana est attestée avec certitude — notamment dans la région de Lodi — comme le fromage le plus répandu dans l'aire padane ; d'où son appellation d'origine grana padano. À partir de la seconde moitié du XVIe siècle et toutes les périodes successives, la production de fromage de l'aire est en continuelle expansion : aujourd'hui[Quand ?], son appellation recouvre les régions  de Lombardie,  du Piémont, du Trentin, de la province de Plaisance en Émilie-Romagne, ainsi qu'une partie de la Vénétie.

## Description
De forme cylindrique à la surface lisse, la meule a un diamètre compris entre 35 et 45 cm et une hauteur de 18 à 25 cm qui varie selon les techniques de production. Son poids peut s'échelonner de 24 kg à 40 kg.
La croûte dure est naturellement de couleur jaune foncé, la pâte de texture granuleuse (d'où son nom grana) est quant à elle de couleur blanche à jaune paille. Le fromage a une texture granuleuse et très dure, et un goût boucané, légèrement rance.
Il nécessite un affinage de neuf mois au minimum. Il faut plus de 15 litres de lait pour produire 1 kg de fromage.
Le Consortium pour la protection du Grana Padano (en italien Consorzio Tutela Grana Padano), créé en 1954, réunit les producteurs, les affineurs et les revendeurs, et assure le respect des règles de production traditionnelles du Grana Padano DOP.
En 2017, l'association Compassion in World Farming dénonce les conditions dans lesquelles sont produits le Parmigiano Reggiano et le Grana Padano dans de nombreuses exploitations agricoles, provenant de vaches souvent maltraitées, émaciées et enfermées en permanence.

## Comparaison avec le Parmigiano Reggiano
Le Grana Padano a une histoire commune et un procédé de fabrication identique au Parmigiano Reggiano, même si ces deux fromages ont de nombreuses différences.
Le grana padano a une zone de production différente et nettement plus large que celle du parmesan. Le grana padano n'impose pas de réglementation pour l’alimentation des vaches, contrairement au parmesan (herbe et foin exclusivement). « Une maturation, en général, plus longue et aucun additif destiné à favoriser la fermentation» pour le parmigiano reggiano. Leurs saveurs présentent quelques différences.